# فرودگاه ویرجین گوردا
فرودگاه ویرجین گوردا (به انگلیسی: Virgin Gorda Airport) یک فرودگاه همگانی با کد یاتا VIJ است که یک باند فرود خاک دارد و طول باند آن ۹۴۵ متر است. این فرودگاه در کشور جزایر ویرجین بریتانیا قرار دارد.